# London Critics Circle Film Award all'attrice dell'anno

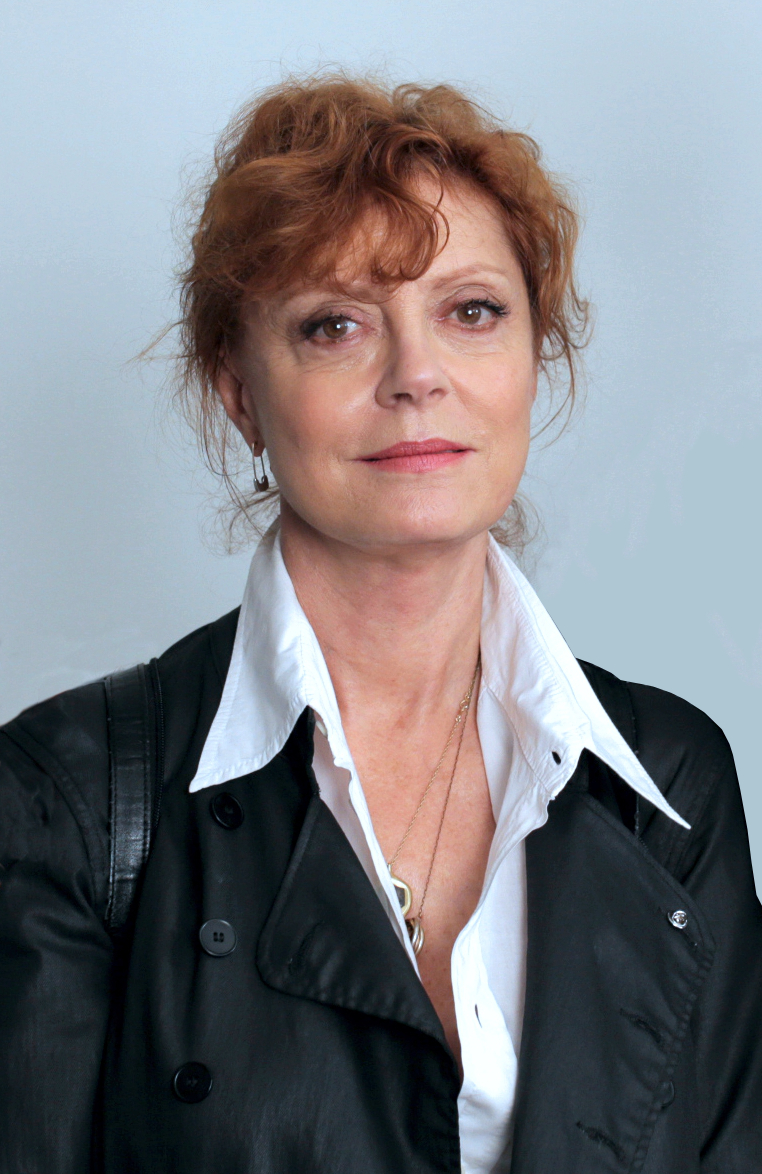
Susan Sarandon è stata la prima attrice ad aggiudicarsi il premio

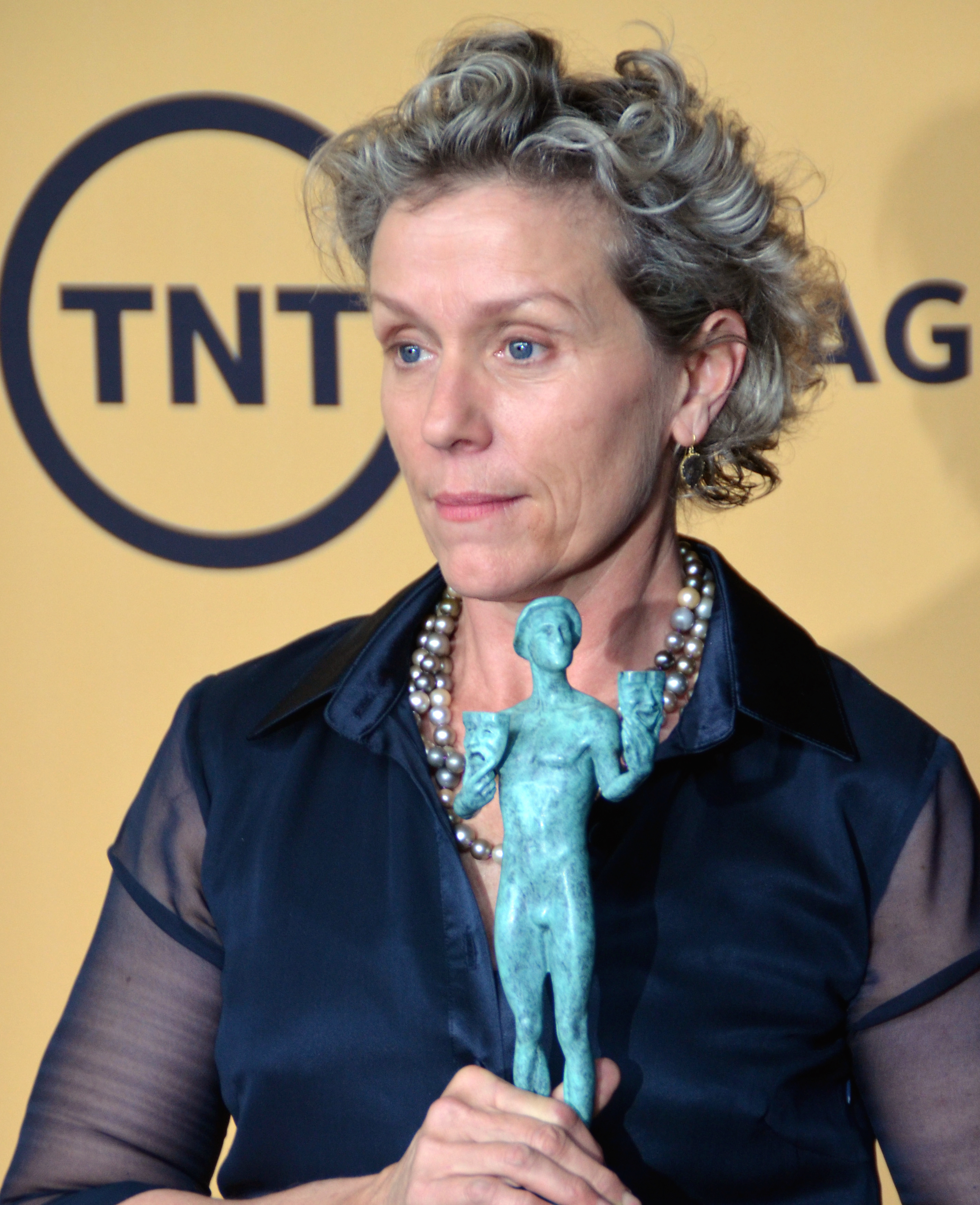
Frances McDormand condivide il record di vittorie con tre premi

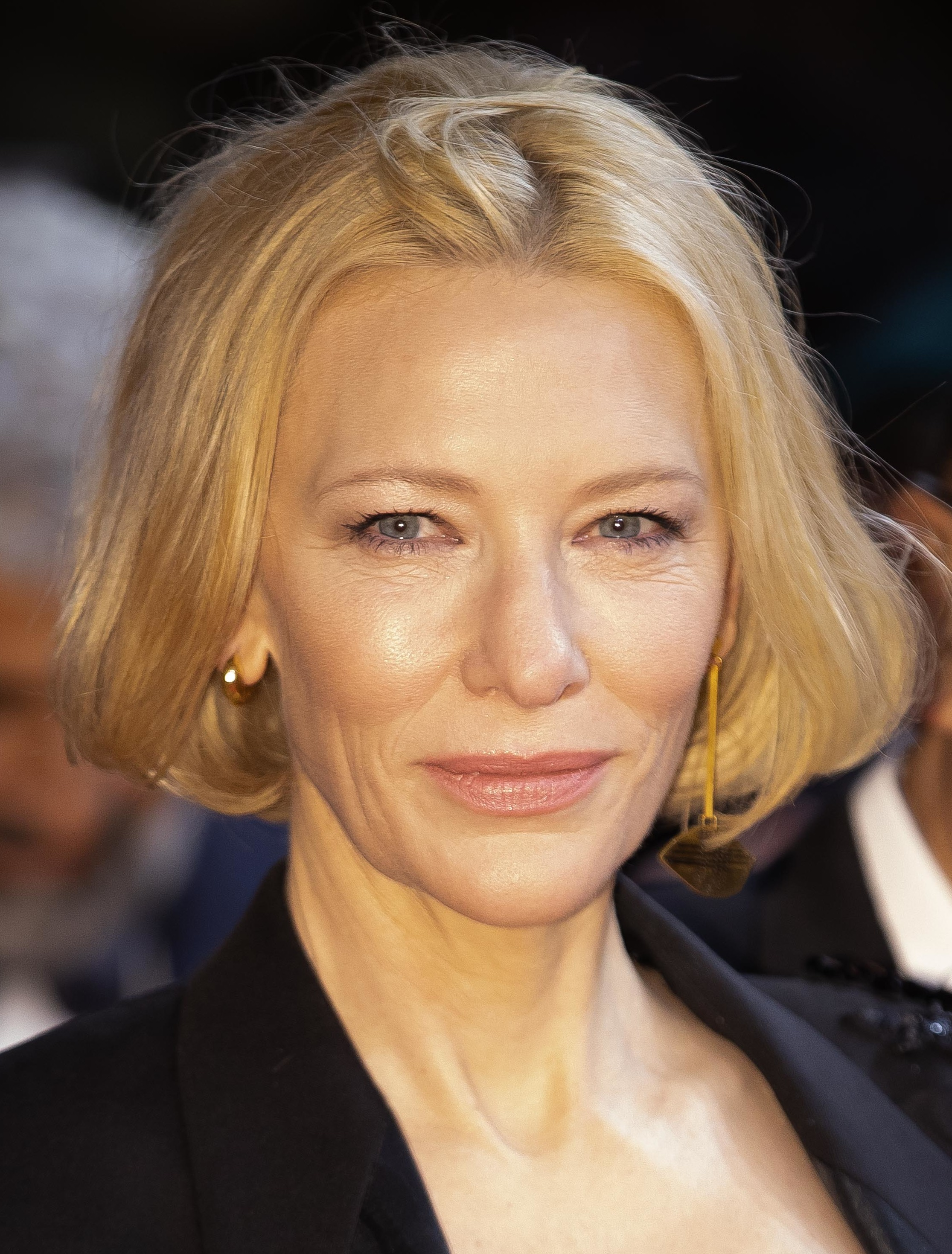
Cate Blanchett condivide il record di vittorie con tre premi

Il London Critics Circle Film Award all'attrice dell'anno (London Film Critics' Circle Award for Actress of the Year) è un premio cinematografico assegnato dal 1991 nell'ambito dei London Critics Circle Film Awards.

## Albo d'oro

### Anni 1990
- 1991: Susan Sarandon - Thelma & Louise e Calda emozione (White Palace)
- 1992: Judy Davis - Mariti e mogli (Husbands and Wives), Barton Fink - È successo a Hollywood (Barton Fink) e Il pasto nudo (Naked Lunch)
- 1993: Holly Hunter - Lezioni di piano (The Piano)
- 1994: Linda Fiorentino - L'ultima seduzione (The Last Seduction)
- 1995: Nicole Kidman - Da morire (To Die For)
- 1996: Frances McDormand - Fargo
- 1997: Claire Danes - Romeo + Giulietta di William Shakespeare (William Shakespeare's Romeo + Juliet)
- 1998: Cate Blanchett - Elizabeth
- 1999: Annette Bening - American Beauty

### Anni 2000
- 2000: Julia Roberts - Erin Brockovich - Forte come la verità (Erin Brockovich)
- 2001: Nicole Kidman - The Others e Moulin Rouge!
- 2002: Stockard Channing - The Business of Strangers
- 2003: Julianne Moore - Lontano dal paradiso (Far from Heaven)
- 2004: Imelda Staunton - Il segreto di Vera Drake (Vera Drake)
- 2005: Naomi Watts - King Kong
- 2006: Meryl Streep - Il diavolo veste Prada (The Devil Wears Prada)
- 2007: Marion Cotillard - La Vie en rose
- 2008: Kate Winslet - The Reader - A voce alta (The Reader) e Revolutionary Road
- 2009: Mo'Nique - Precious

### Anni 2010
- 2010: Annette Bening - I ragazzi stanno bene (The Kids Are All Right)
- 2011: Anna Paquin - Margaret (ex aequo) Meryl Streep - The Iron Lady
- 2012: Emmanuelle Riva - Amour
- 2013: Cate Blanchett - Blue Jasmine
- 2014: Julianne Moore - Still Alice
- 2015: Charlotte Rampling - 45 anni (45 Years)
- 2016: Isabelle Huppert - Le cose che verranno (L'avenir)
- 2017: Frances McDormand - Tre manifesti a Ebbing, Missouri (Three Billboards Outside Ebbing, Missouri)
- 2018: Olivia Colman - La favorita (The Favourite)
- 2019: Renée Zellweger - Judy

### Anni 2020
- 2020: Frances McDormand - Nomadland
- 2021: Olivia Colman - La figlia oscura (The Lost Daughter)
- 2022: Cate Blanchett - Tár
- 2023: Emma Stone - Povere creature! (Poor Things)
- 2024: Marianne Jean-Baptiste - Hard Truths